# Common Dreads
Common Dreads – drugi album studyjny brytyjskiego zespołu Enter Shikari, wydany 15 czerwca 2009 roku w Wielkiej Brytanii i dzień później w Stanach Zjednoczonych. W przeciwieństwie do poprzedniego albumu Take to the Skies, utwory na Common Dreads zawierają więcej elementów muzyki elektronicznej.

## Lista utworów
1. "Common Dreads" - 2:08
2. "Solidarity" - 3:16
3. "Step Up" - 4:40
4. "Juggernauts" - 4:44
5. "Wall" - 4:29
6. "Zzzonked" - 3:27
7. "Havoc A" - 1:40
8. "No Sleep Tonight" - 4:16
9. "Gap in the Fence" - 4:07
10. "Havoc B" - 2:52
11. "Antwerpen" - 3:15
12. "The Jester" - 3:55
13. "Halcyon" - 0:42
14. "Hectic" - 3:17
15. "Fanfare for the Conscious Man" - 3:45

Wydanie japońskie
1. "We Can Breathe in Space, They Just Don't Want Us to Escape" - 5:54
2. "All Eyes on the Saint" - 5:53

Wydanie na iTunes
1. "Enter Shikari" (na żywo) - 4:00
2. "Labyrinth" (na żywo) - 3:29
3. "Return to Energiser" (na żywo) - 5:46